# Hartum
Hartum ist ein Ortsteil der Gemeinde Hille im Kreis Minden-Lübbecke in Ostwestfalen-Lippe.

## Geographie

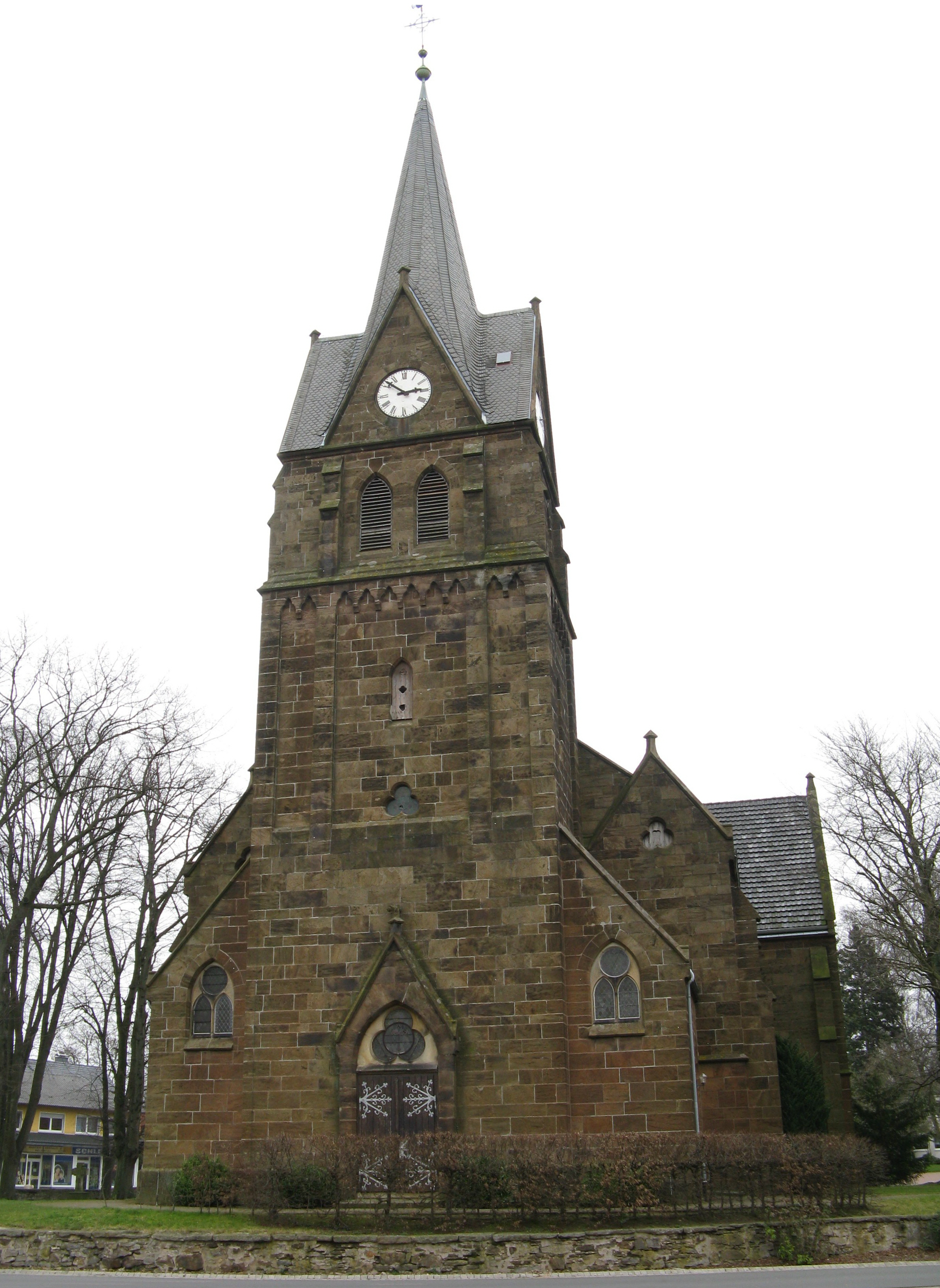
Kirche

Hartum liegt westlich der Kreisstadt Minden und nördlich des Mittellandkanals; im Osten grenzt Hartum an den Stadtteil Hahlen der Stadt Minden, im Norden an die Ortsteile Holzhausen II und Nordhemmern, im Westen an den Ortsteil Südhemmern sowie im Süden an die Ortsteile Unterlübbe und Rothenuffeln.

## Geschichte
Erstmals wurde Hartum im Jahr 1248 urkundlich erwähnt. Der Ort gehörte bis zu den Napoleonischen Kriegen zur Vogtei Börde im Amt Petershagen des Fürstentums Minden. Von 1807 bis 1810 gehörte Hartum zum Kanton Petershagen des napoleonischen Satellitenstaats Königreich Westphalen. Von 1811 bis 1813 gehörte der Ort unmittelbar zu Frankreich und war Sitz der Mairie Hartum im Arrondissement Minden des Departements der Oberen Ems. Hartum fiel 1813 wieder an Preußen und kam 1816 zum neuen Kreis Minden. Im Kreis Minden war die Gemeinde Sitz des Amtes Hartum. Die heutige Kirche wurde zwischen 1889 und 1892 erbaut. 
Bevor die Gemeinde Hartum bei der kommunalen Neugliederung am 1. Januar 1973 Teil der Gemeinde Hille wurde, hatte sie eine Fläche von 8,26 km² sowie 1621 Einwohner (31. Dezember 1972). Seit der Neugliederung befindet sich der Sitz der Gemeindeverwaltung von Hille in Hartum. Am 31. Dezember 2020 hat Hartum 1673 Einwohner.

### Kirchengemeinde

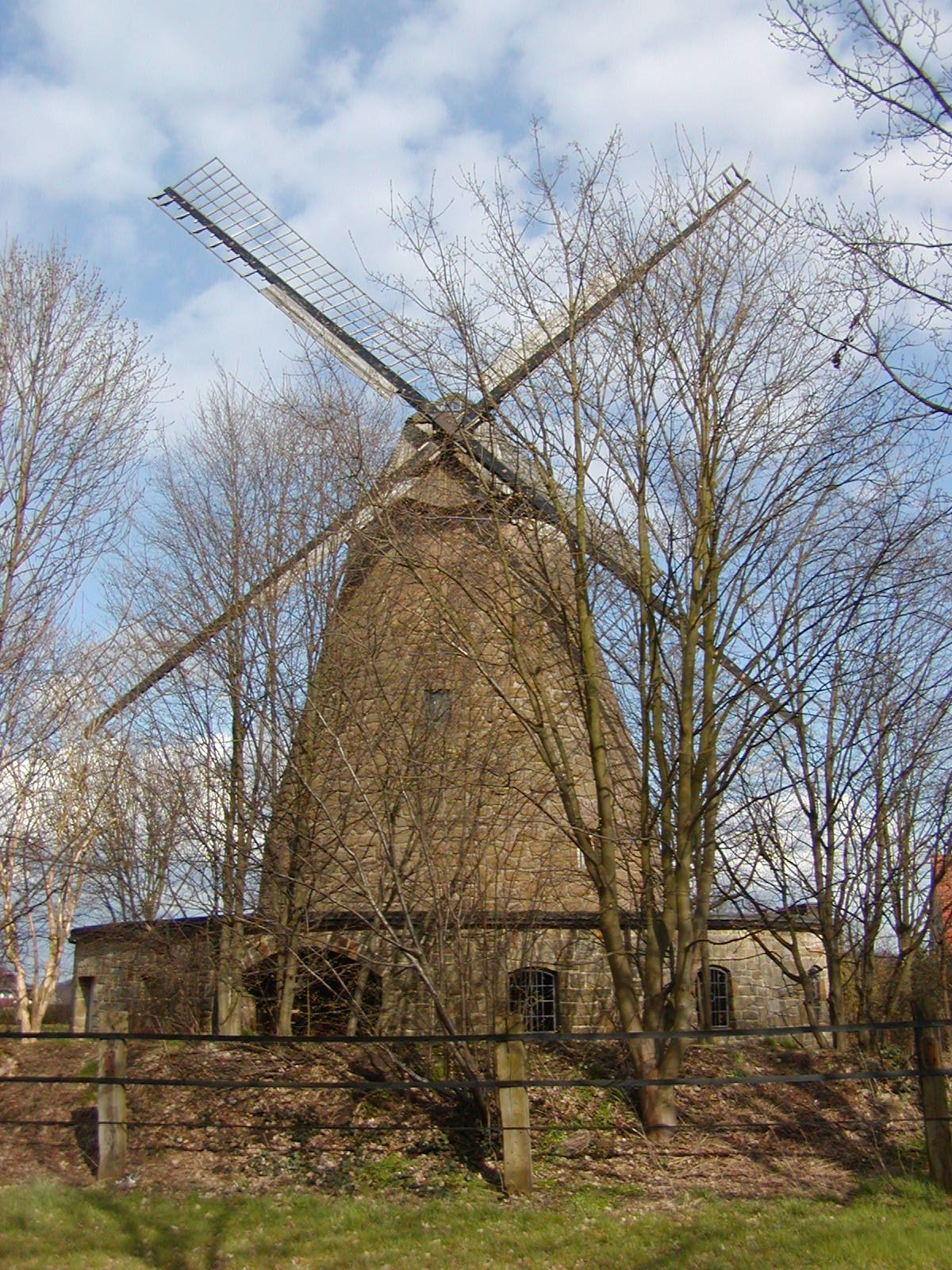
Windmühle Hartum

Die Kirchengemeinde Hartum umfasste bis 1904 die Dörfer Hartum, Hahlen, Holzhausen und Nordhemmern. Seit 1661 sind die Familien dieses Kirchenkreises in Kirchenbüchern dokumentiert. Das erste Kirchenbuch wurde von dem Pfarrer Johann Daniel Weddigen angelegt. Heinz Riechmann hat 1980 begonnen, alle Bücher des Kirchenkreises zu redigieren und zu veröffentlichen.

### Folklore
Ein früher bekannter Kinderreim lautete: „Lieber Mond Du gehst so stille über Hahlen, Hartum, Hille“. Der Text nimmt dazu Bezug auf die Strecke der Kleinbahn von Minden über die genannten Dörfer nach Hille.

## Politik

### Ortsvorsteher
Die Bevölkerung von Hartum wird gegenüber Rat und Verwaltung der Gemeinde Hille seit 1973 durch einen Ortsvorsteher vertreten. Zurzeit (2014) ist Heinz Becker (SPD) Ortsvorsteher.

## Brauchtum

### Hagelfeiertag
Nach einem Hagelunwetter am Montag nach dem Trinitatissonntag am 14. Juni 1680 wird in Hartum regelmäßig morgens um 10 Uhr an diesem Tag ein Erntebittgottesdienst gefeiert.

## Sehenswürdigkeiten

### Evangelische Kirche
Nähert man sich dem Dorf, so ist schon aus der Ferne der 40 Meter hohe Kirchturm der Evangelischen Kirche Hartum zu sehen. Das Wahrzeichen des Ortes weist auf die außergewöhnliche Größe der an der Hauptstraße gelegenen Kirche hin (Länge: 37 Meter, Breite: 25 Meter, Höhe des Deckengewölbes: 13 Meter; ursprünglich 1302 Sitzplätze).
Die heutige Kirche im neugotischen Stil wurde in den Jahren von 1889 bis 1892 nach Plänen des Architekten Heinrich Hutze aus Barkhausen errichtet. Dieser entwarf auch den Bismarckturm auf dem Jakobsberg und die Evangelische Kirche Isselhorst. Eine neue Orgel wurde 1896 bis 1897 von dem Fürstlich Schaumburg-Lippischen Hof-Orgelbauer Ernst Klassmeier aus Kirchheide gebaut. 1986/87 wurde sie in die Denkmalliste aufgenommen. Eine Besonderheit ist die mechanische Turmuhr aus dem Jahre 1898. Sie gehört zu den wenigen Uhren aus dieser Zeit, die heute noch in Funktion sind. Eine der drei Glocken im Turm stammt aus dem Jahre 1454.

### Windmühle
Hartum ist mit seiner Mühle Teil der Westfälischen Mühlenstraße und der Mühlenroute. Der Wallholländer wurde 1877 errichtet. Mit seinem mächtigen, aus Sandbruchsteinen gemauerten konischen Mühlenturm und der neuen Mühlenhaube mit Segelflügeln und Windrose erhielt die Windmühle ihr ortsbildprägendes Aussehen zurück. Der Erdwall wurde im Laufe der Zeit durch ein gemauertes Erdgeschoss ersetzt.
Bauherr der Mühle war die Gemeinde Hartum, sie war ein zeitgemäßer Ersatz für die nicht mehr betriebsbereite Bockwindmühle. Der Gedenkstein im Turm enthält einen Sinnspruch sowie die Namen des Mühlenbauers, des Gemeindevorstandes und der Gemeindeverordneten.

### Amtsgefängnis

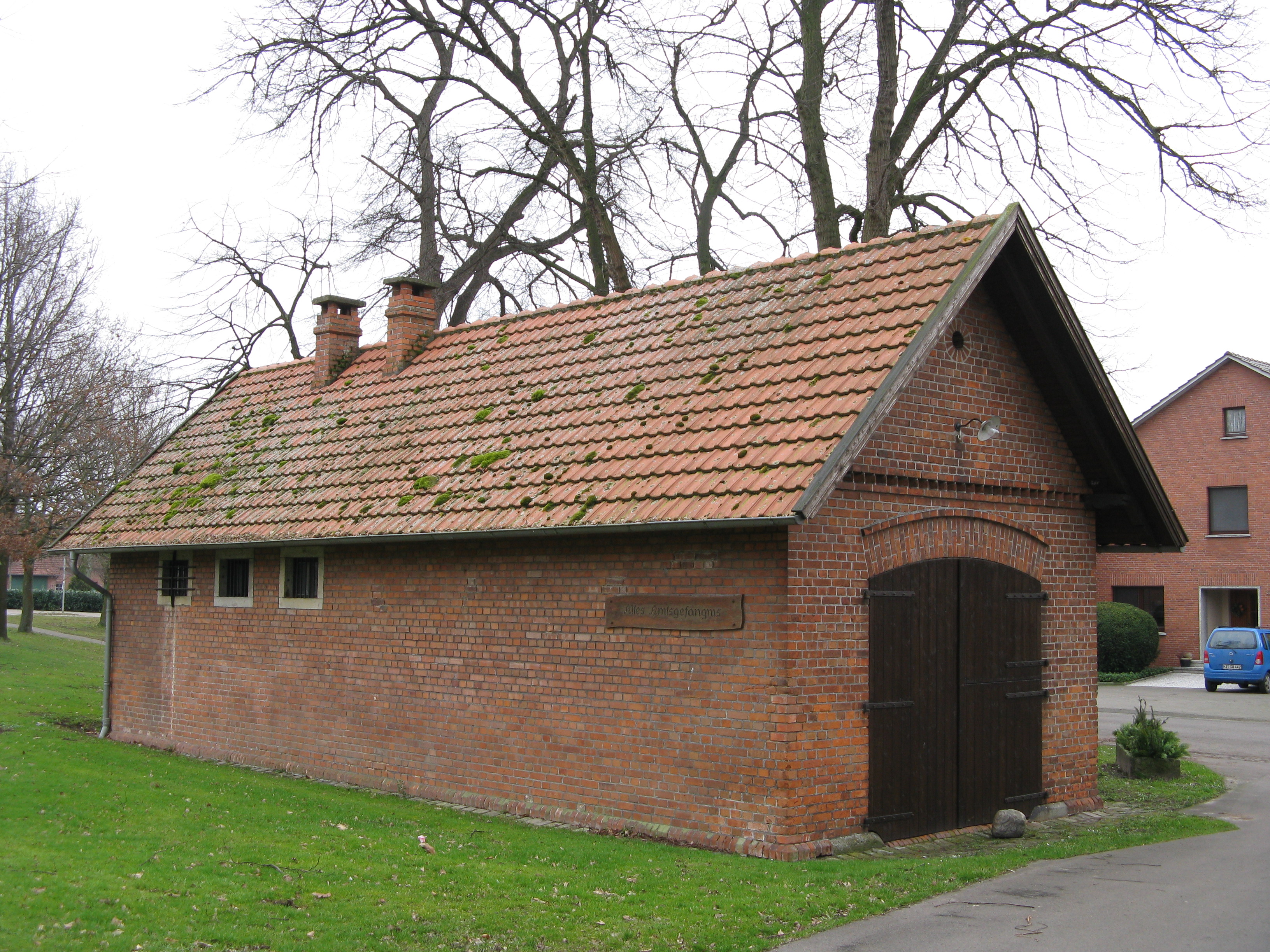
Amtsgefängnis

Das ehemalige Amtsgefängnis Hartum wurde 1896 gebaut. Es ist ein einfacher und schlichter Bau, der 12,60 Meter lang und 5 Meter breit ist. Im Inneren des Gebäudes befanden sich drei Zellen und ein Geräteraum für die Feuerwehrspritze. An den Wänden der Zellen befinden sich zahlreiche Schriften von Häftlingen der Zeit zwischen 1941 und 1944 in deutscher, polnischer, russischer und französischer Sprache. Das Gebäude wurde 1992 durch den Heimatverein restauriert.

## Persönlichkeiten

### Söhne und Töchter der Stadt
Folgende Persönlichkeiten wurden in Hartum geboren:
- Johann Gottlieb Stegmann (1725–1795), Professor der Philosophie, Mathematiker und früher Experimentalphysiker
- Abraham Jacobi (1830–1919), gilt als Vater der Kinderheilkunde